# Kejsarjasmin
Kejsarjasmin (Jasminum rex) är en art i familjen i syrenväxter från Thailand. Arten förekommer som krukväxt i Sverige.